# Richie Regan
Richard Joseph Regan, detto Richie (Newark, 30 novembre 1930 – Neptune, 24 dicembre 2002), è stato un cestista e allenatore di pallacanestro statunitense, professionista nella NBA.

## Carriera
Venne selezionato dai Rochester Royals al primo giro del Draft NBA 1953 (5ª scelta assoluta).

## Palmarès

### Giocatore
- Campione NIT (1953)
- NBA All-Star (1957)